# Placentia-Ouest–Bellevue
Circonscription électorale provinciale du Canada
Placentia-Ouest–Bellevue (en anglais : Placentia West-Bellevue) est une circonscription électorale provinciale de la Chambre d'assemblée de la province canadienne de Terre-Neuve-et-Labrador.

## Liste des députés
| Placentia-Ouest–Bellevue |                  |                           |                |             |
| Député                   | Député           | Parti                     | Mandat         | Législature |
|                          | Mark Browne (en) | Libéral                   | 2015 - 2019    | 48e         |
|                          | Jeff Dwyer (en)  | Progressiste-conservateur | 2019 - 2021    | 49e         |
|                          | Jeff Dwyer (en)  | Progressiste-conservateur | 2021 - présent | 50e         |